# Diocesi di Pitigliano-Sovana-Orbetello

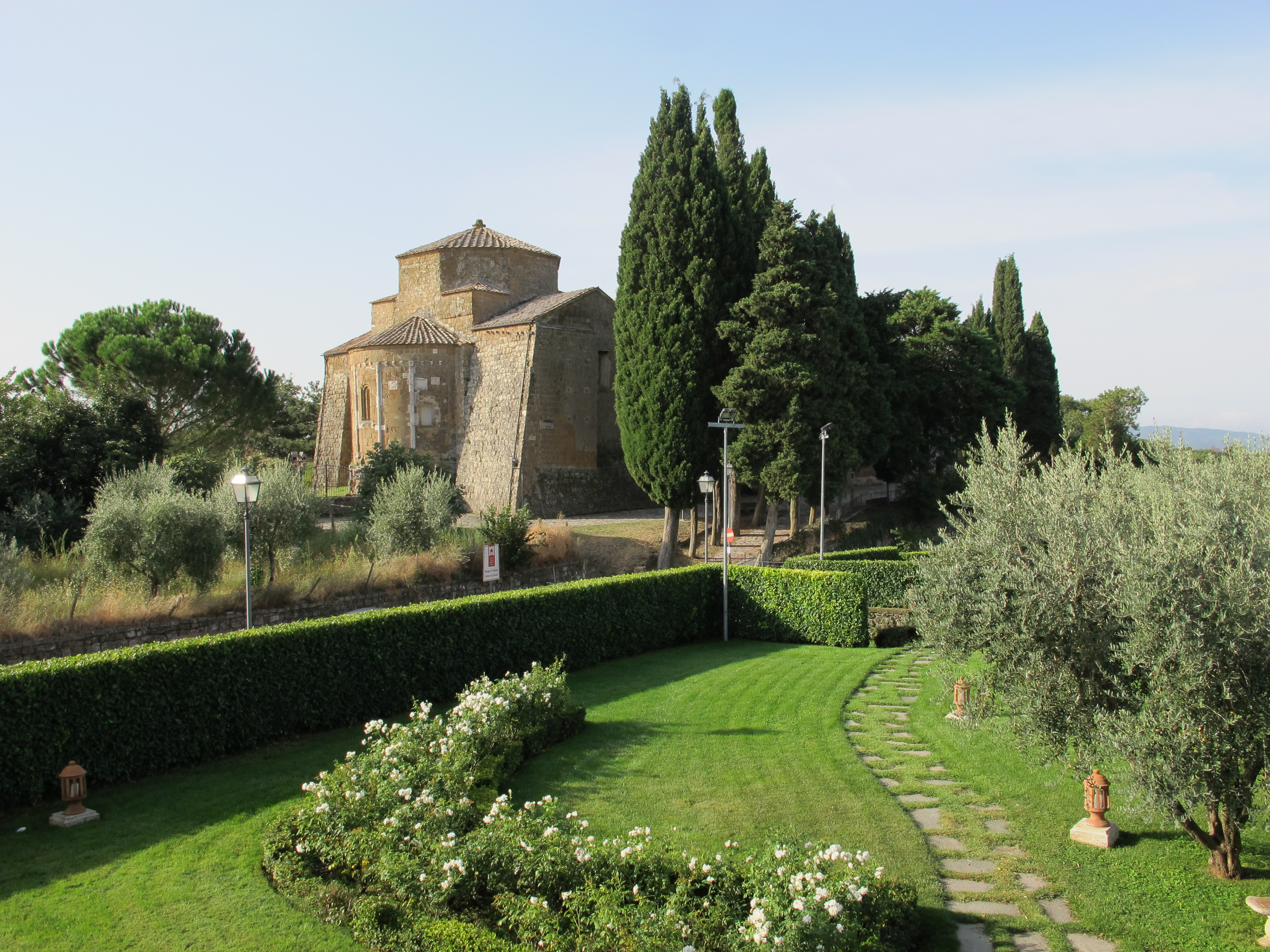
Vista panoramica del duomo di Sovana, già cattedrale della diocesi.

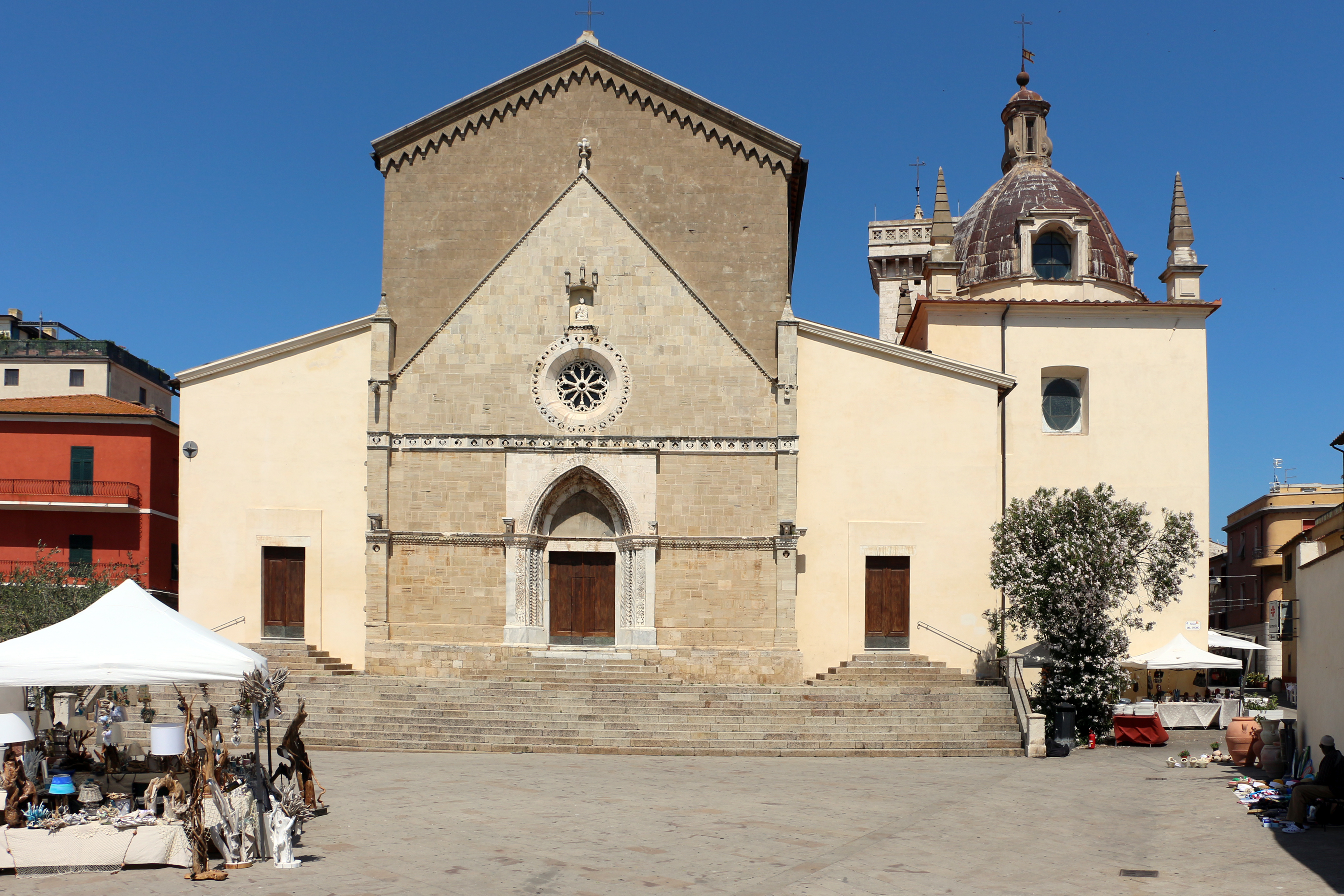
Facciata della concattedrale di Orbetello.

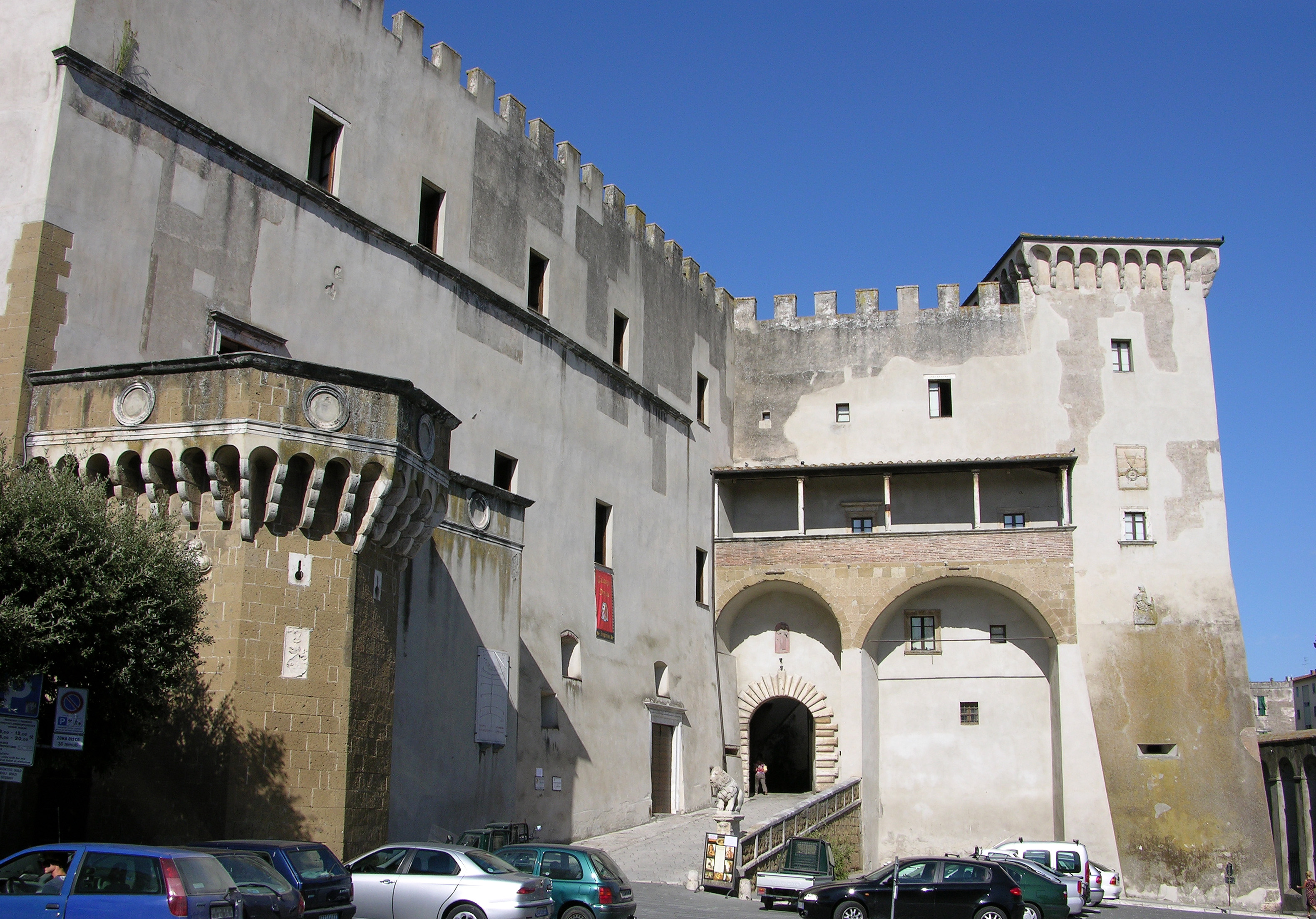
Palazzo Orsini a Pitigliano, sede della curia vescovile, dell'archivio storico e del museo diocesano.

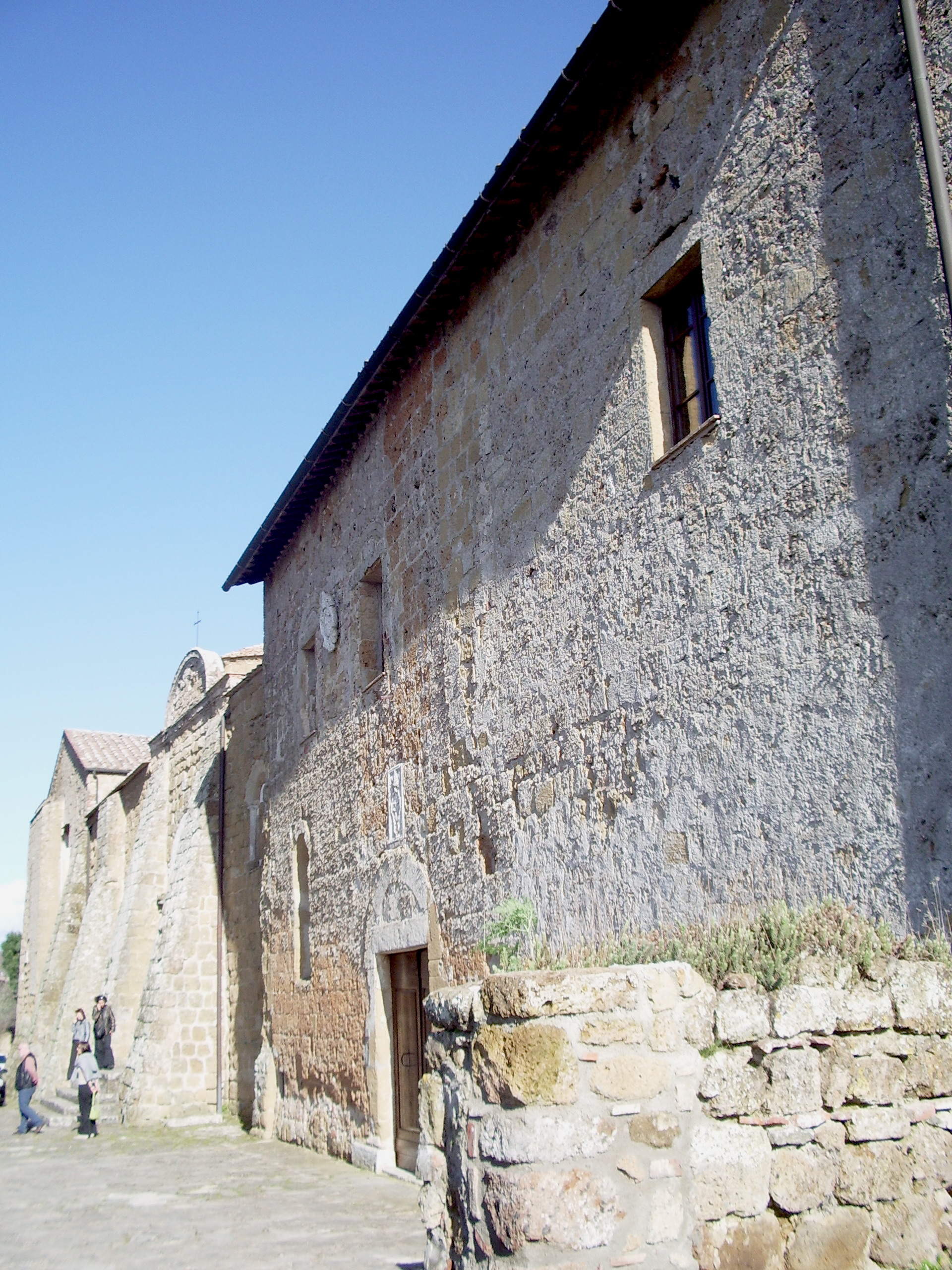
L'ex palazzo vescovile di Sovana.

La diocesi di Pitigliano-Sovana-Orbetello (in latino Dioecesis Pitilianensis-Soanensis-Urbetelliensis) è una sede della Chiesa cattolica in Italia suffraganea dell'arcidiocesi di Siena-Colle di Val d'Elsa-Montalcino appartenente alla regione ecclesiastica Toscana. Nel 2023 contava 65.700 battezzati su 67.100 abitanti. È retta dal vescovo Bernardino Giordano.

## Territorio
La diocesi comprende 15 comuni della Toscana meridionale, di cui 14 in provincia di Grosseto e 1 in provincia di Siena. I comuni sono: Arcidosso (la sola frazione di Stribugliano), Capalbio, Castell'Azzara, Isola del Giglio, Magliano in Toscana, Manciano, Monte Argentario, Orbetello, Piancastagnaio (SI), Pitigliano, Roccalbegna, Santa Fiora, Scansano, Semproniano e Sorano.
Sede vescovile è la città di Pitigliano, dove si trova la cattedrale dei Santi Pietro e Paolo. A Sovana, oggi piccola frazione di Sorano, e a Orbetello sorgono le due concattedrali diocesane, dedicate rispettivamente ai santi Pietro e Paolo e a santa Maria Assunta.
Il territorio si estende su 2.177 km² ed è suddiviso in 71 parrocchie. Secondo il libro del sinodo del 2003, la diocesi comprende 4 vicariati foranei:
- il vicariato della montagna con le parrocchie di Castell'Azzara, Piancastagnaio, Roccalbegna, Santa Fiora e Stribugliano;
- il vicariato del Fiora con le parrocchie di Manciano, Pitigliano, Semproniano e Sorano;
- il vicariato del nord Albegna con le parrocchie di Magliano in Toscana e Scansano;
- il vicariato del mare con le parrocchie di Capalbio, Isola del Giglio, Monte Argentario e Orbetello.

## Storia
Incerte sono le origini della diocesi di Sovana, attestata per la prima volta nella seconda metà del VII secolo. Lanzoni ritiene che verosimilmente il vescovado sia anteriore a questo periodo, mentre Burattini sostiene che la diocesi sovanese sia l'erede di due precedenti sedi vescovili, quelle di Statonia e di Saturnia; a causa dell'invasione longobarda, le due diocesi sarebbero state accorpate e contestualmente i vescovi avrebbero trasferito la loro sede a Sovana.
Il primo vescovo di Sovana storicamente documentato è Maurizio, che figura tra i vescovi che parteciparono al sinodo romano del 27 marzo 680 indetto da papa Agatone per condannare l'eresia monotelita, in preparazione al concilio di Costantinopoli del 680-681. Maurizio sottoscrisse gli atti sinodali tra Marciano di Volterra e Agnello di Bolsena.
Per il primo millennio sono pochi i vescovi conosciuti di Sovana, noti grazie alla loro partecipazione ai concili celebrati dai pontefici: Bestiano nell'826, Tanimondo nell'853, Rastaldo nell'861, Stefano nell'869 e Rainerio nel 967.
La cattedrale di Sovana venne costruita fra VIII e IX secolo ed è ricordata in una bolla di papa Niccolò II del 1061 diretta al vescovo Anselmo, nella quale si fa menzione anche dei canonici della cattedrale con a capo l'arciprete Vitale. La stessa bolla ricorda che l'istituzione canonicale era stata voluta nel secolo precedente dal vescovo Rainerio e confermata dal suo successore Giovanni.
Nel corso del XII secolo la diocesi sovanese perse la parte orientale del suo territorio a causa dell'occupazione da parte di Orvieto del territorio della Val di Lago e precisamente dei centri di Acquapendente, San Lorenzo, Grotte e Gradoli. Dopo oltre cinquant'anni dall'occupazione, un processo intentato dal vescovo di Sovana Giordano nel 1194 finì a favore della diocesi di Orvieto. Nel 1230 papa Gregorio IX decise di separare Orbetello ed il suo territorio dalla diocesi di Sovana e di sottometterlo alla giurisdizione dell'abate delle Tre Fontane di Roma.
Il 23 aprile 1459, per volontà di papa Pio II, la diocesi di Sovana, fino ad allora immediatamente soggetta alla Santa Sede, divenne suffraganea dell'arcidiocesi metropolitana di Siena.
Sovana a metà del XVII secolo era un piccolo borgo di 400 anime e il vescovo Marcello Cervini tentò senza successo di ripopolarlo. Nel 1674 Pier Maria Bichi fissò la sua residenza a Pitigliano, in un palazzo di proprietà della sua famiglia. Dopo la sua morte il palazzo fu lasciato in eredità alla curia vescovile e il successore Pietro Valentini continuò a risiedere a Pitigliano, come tutti i vescovi successivi. Benché la diocesi non fosse molto popolosa, non c'era penuria di sacerdoti: nel sinodo del 1689 furono 192 i sacerdoti presenti alla sessione del 13 maggio.
Nel 1701 il vescovo Domenico Maria della Ciaia istituì il seminario diocesano a Scansano e nel 1705 lo traslò a Pitigliano. Nella prima metà del secolo sotto l'episcopato di Fulvio Salvi operò nella diocesi san Paolo della Croce, che fu chiamato l'apostolo della Maremma e fondò la Congregazione della Passione di Gesù Cristo nell'eremo di Sant'Antonio sul monte Argentario.
Nell'aprile del 1785 furono cedute alla diocesi di Acquapendente le comunità di Onano e Proceno, che si trovavano nello Stato Pontificio, in cambio di quelle di Manciano e Capalbio, appartenenti al Granducato di Toscana.
Nel 1836 il vescovo Francesco Maria Barzellotti fondò a Pitigliano una Scuola di morale e dogmatica, che rese obbligatoria per gli aspiranti al sacerdozio.
Dopo quasi due secoli che i vescovi risiedevano a Pitigliano, papa Gregorio XVI, in forza della bolla Quum divini cultus del 13 gennaio 1844, sancì il definitivo trasferimento della cattedra vescovile nella chiesa dei Santi Pietro e Paolo, elevata a concattedrale della diocesi, dove fu anche trasferito il capitolo dei canonici di Sovana; contestualmente la diocesi assunse il nome di diocesi di Sovana-Pitigliano.
Il 13 maggio 1853 la pastorella Veronica Nucci di Cerreto riferì di aver assistito ad un'apparizione mariana. Quattro anni dopo, l'8 maggio il vescovo pose sul luogo dell'apparizione la prima pietra di una chiesa dedicata alla Vergine Addolorata.
Negli anni dal 1868 al 1878 la diocesi assistette alla predicazione di un sedicente visionario e profeta, Davide Lazzaretti: inizialmente rimase nella Chiesa cattolica pur con atteggiamenti rivelazionisti, messianici e inclini al socialismo; nel 1871 fondò una nuova Chiesa giurisdavidica, che raccolse un certo numero di adesioni in Toscana, rifiutando l'obbedienza al Pontefice Romano. Il 18 agosto 1878 morì per mano dei carabinieri mentre guidava una processione verso Arcidosso.
Nel 1910 il vescovo Michele Cardella diede una nuova sede al seminario e volle costruire una croce in ferro battuto alta 22 metri sulla sommità del monte Amiata.
Dal 1924 al 1932, con il vescovo Gustavo Matteoni, la diocesi di Sovana-Pitigliano fu unita in persona episcopi alla diocesi di Grosseto, suscitando la contrarietà del clero e del popolo, nonostante le assicurazioni di autonomia da parte del vescovo.
L'8 giugno 1934 il vescovo Stanislao Battistelli diede alla diocesi un nuovo assetto amministrativo, riducendo le vicarie da quindici a sei.

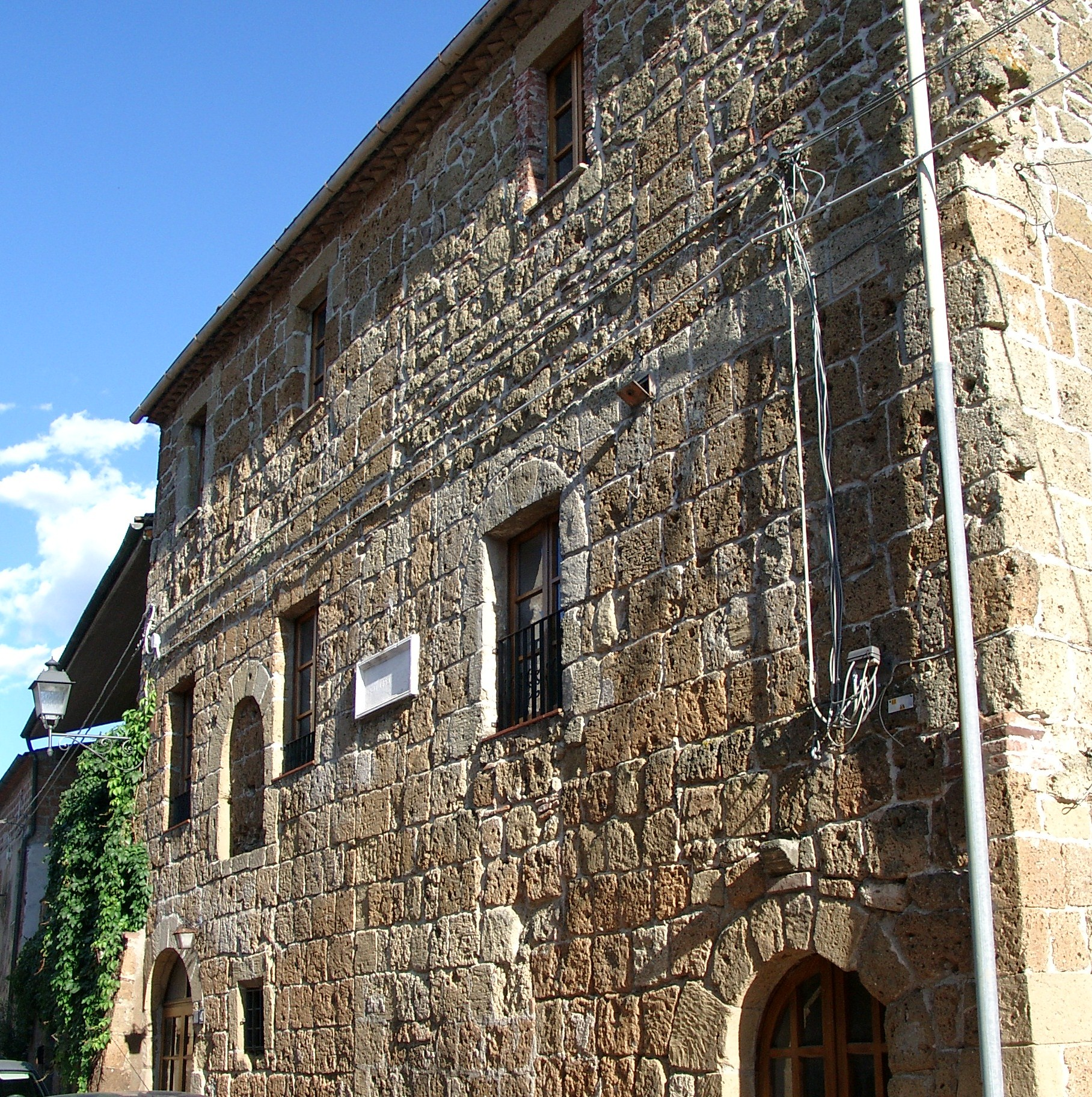
La casa natale di papa Gregorio VII a Sovana.

Il 25 maggio 1947, su richiesta del sinodo diocesano celebrato nel mese di luglio 1946, papa Pio XII dichiarò i santi Gregorio VII, papa originario di Sovana, e Mamiliano di Palermo, vescovo e martire, patroni principali della diocesi, assieme a san Paolo della Croce, patrono secondario.
Dal 1964 al 1975 la diocesi restò vacante e rischiò nuovamente di essere unita alle diocesi vicine; fu amministrata dapprima per sei anni da Luigi Boccadoro, vescovo di Acquapendente e di Montefiascone, con l'aiuto del vescovo ausiliare Renato Spallanzani, residente a Pitigliano dal 1967 al 1970; e poi per altri cinque anni dal vescovo di Grosseto Primo Gasbarri tramite l'ausiliare Adelmo Tacconi, anch'egli residente in diocesi.
Il 7 ottobre 1975 furono cedute alla diocesi di Grosseto le frazioni grossetane di Alberese e Rispescia.
Il 25 marzo 1981, con la bolla Abbatia Sanctorum Vincentii et Anastasii di papa Giovanni Paolo II, la diocesi incorporò i territori toscani fino ad allora sotto la giurisdizione dell'abbazia delle Tre Fontane di Roma, ossia Orbetello, Monte Argentario, Isola del Giglio e Capalbio. Contestualmente la diocesi assunse il nome di diocesi di Sovana-Pitigliano-Orbetello e la chiesa dell'Assunta di Orbetello fu elevata al rango di concattedrale.
Il 30 settembre 1986 la diocesi ha assunto il nome attuale in forza del decreto Cum procedere oporteret della Congregazione per i vescovi.
Dal 19 giugno 2021 è unita in persona episcopi alla diocesi di Grosseto.

## Cronotassi
Si omettono i periodi di sede vacante non superiori ai 2 anni o non storicamente accertati.

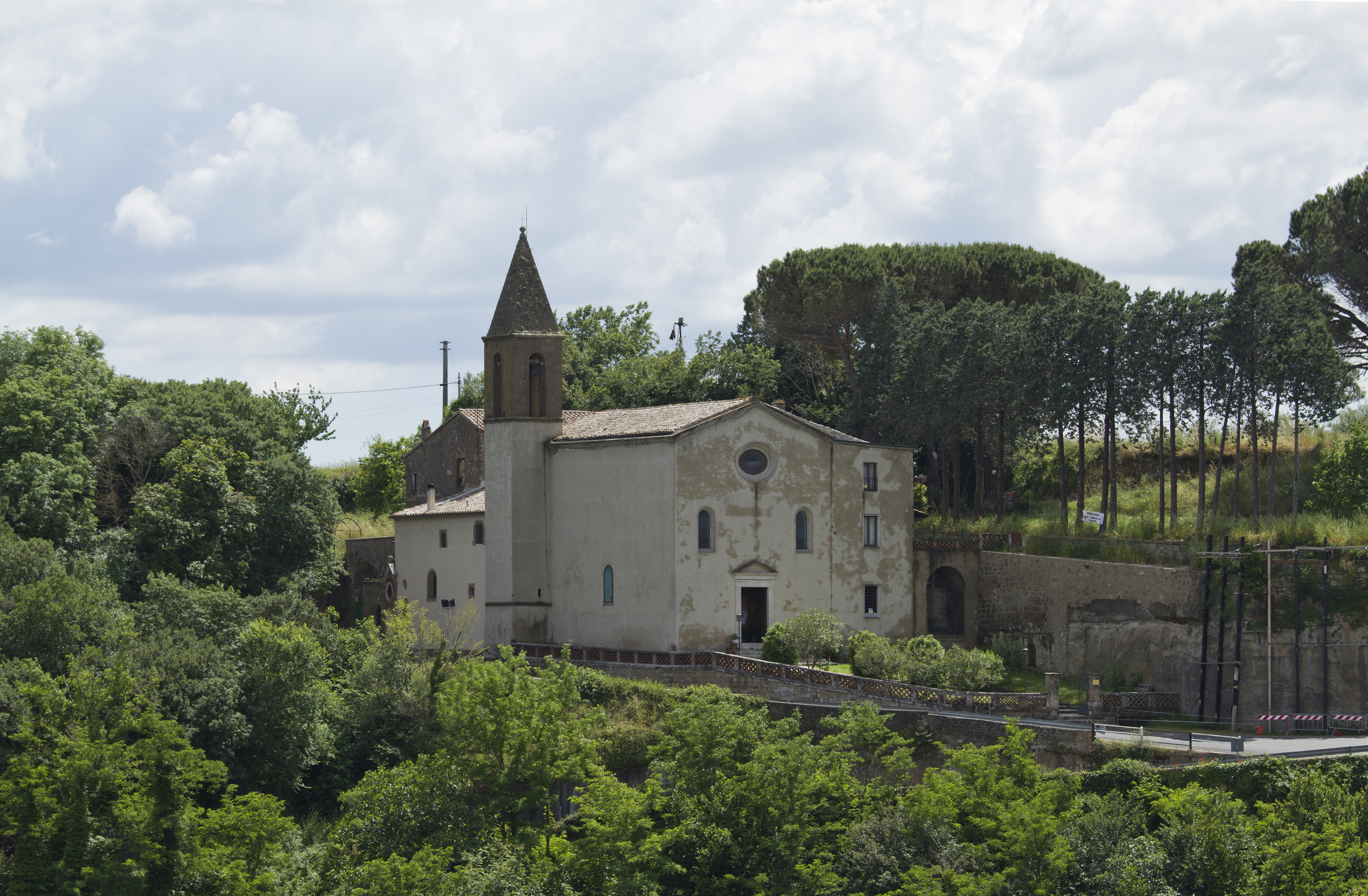
Il santuario della Madonna delle Grazie a Pitigliano.

### Vescovi di Sovana
- Maurizio † (menzionato nel 680)
- Sebastiano (Bestianus) † (menzionato nell'826)
- Trasmondo (Tanimundus) † (menzionato nell'853)
- Rastaldo † (menzionato nell'861)
- Stefano † (prima dell'869 - dopo l'886)
- Rainerio † (menzionato nel 967)[12]
- Giovanni † (prima del 1015 - dopo aprile 1059)
- Anselmo † (menzionato ad aprile 1061)
- P. † (prima del 1073/1084|84)
- Davide † (1083 - ?)[13]
- Bernardo † (menzionato nel 1088)[13]
- Montano † (menzionato nel 1110)[13]
- Rainaldo † (menzionato nel 1114)[14]
- Eugerio † (prima del 1126)[15]
- Ildizone † (prima del 21 luglio 1126 - circa 1151 deceduto)[16]
  - Sede vacante (circa 1151-1153)[17]
- Pietro † (circa 1153 - circa 1175 deceduto)[17][18]
- Paolino † (circa 1175 - prima di giugno 1193 deceduto)[19]
- Giordano † (prima del 28 giugno 1193 - dopo il 1197)[20]
- Viviano † (prima del 1206 - dopo il 1208)[21]
- Gualtiero † (1221 - prima del 5 luglio 1260 deceduto)
- Teodino † (circa 1260 - 1270 deceduto)
- Davide Bandini, O.Cist. † (1270 - ? deceduto)
- Marco † (23 dicembre 1283 - circa 1293)
- Landone † (1294 - 22 aprile 1298 nominato vescovo di Nola)
- Monaldo Monaldeschi, O.F.M. † (7 maggio 1298 - dicembre 1302 nominato arcivescovo di Benevento)
- Zampo † (10 dicembre 1302 - 1312 deceduto)
- Trasmondo Monaldeschi, O.P. † (10 maggio 1312 - ? deceduto)
- Alamanno Donati, O.F.M. † (22 ottobre 1330 - 18 luglio 1342 nominato vescovo di Modena)
- Niccolò Bernardi, O.Carm. † (19 luglio 1342 - ? deceduto)
- Paolo Neri Bessi, O.E.S.A. † (20 maggio 1360 - 8 dicembre 1367 deceduto)
- Niccolò da Nola, O.F.M. † (17 luglio 1368 - 1368 deceduto)
- Roberto de Rainaldo † (25 giugno 1369 - ?)
- Pietro Niccolò Blandibelli † (1380 - ?)
- Antonio, O.S.B.Cam. † (19 marzo 1386 - 1390 deceduto)
- Tommaso de Mari † (29 novembre 1390 - 1397 nominato vescovo di San Marco Argentano)
- Valentino Vanni † (22 marzo 1397 - ?)
- Pietro, O.S.B. † (5 giugno 1402 - ?)
- Antonio del Fede, O.Carm. † (12 agosto 1418 - 5 gennaio 1434 deceduto)
- Gioacchino Suhare † (20 gennaio 1434 - 8 giugno 1439 nominato vescovo di Canne)
- Apollonio Massaini † (8 giugno 1439 - settembre 1467 deceduto)
- Tommaso della Testa Piccolomini † (20 novembre 1467 - 26 ottobre 1470 nominato vescovo di Montalcino e Pienza)
- Andreoccio Ghinucci † (12 novembre 1470 - 9 marzo 1489 nominato vescovo di Grosseto)
- Girolamo Scotti † (9 marzo 1489 - ? deceduto)
- Aldello Piccolomini † (8 ottobre 1492 - 1510 deceduto)
- Alfonso Petrucci † (1º ottobre 1510 - 27 luglio 1513 dimesso)
- Lattanzio Petrucci † (27 luglio 1513 - 1517 deposto)
- Domenico Coletta † (2 dicembre 1517 - 1520 deceduto)
- Raffaello Petrucci † (6 febbraio 1520 - 11 dicembre 1522 deceduto)
- Lattanzio Petrucci † (11 dicembre 1522 - 1527 deceduto) (per la seconda volta)
  - Ercole Gonzaga † (5 luglio 1529 - 17 aprile 1532 dimesso) (amministratore apostolico)
  - Alessandro Farnese † (17 aprile 1532 - 26 aprile 1532 dimesso, poi eletto papa con il nome di Paolo III) (amministratore apostolico)
- Ferdinando Farnese † (26 aprile 1532 - 1535 dimesso)
- Carvajal Simoncelli † (26 febbraio 1535 - gennaio 1596 deceduto)
- Metello Bichi † (15 gennaio 1596 - 1606 dimesso)
- Ottavio Saracini † (12 luglio 1606 - 1623 deceduto)
- Scipione Tancredi † (15 gennaio 1624 - 2 marzo 1637 nominato vescovo di Montalcino)
- Cristoforo Tolomei † (16 marzo 1637 - settembre 1638 deceduto)
- Enea Spennazzi † (20 dicembre 1638 - 25 maggio 1644 nominato vescovo di Ferentino)
- Marcello Cervini † (15 maggio 1645 - 23 settembre 1652 nominato vescovo di Montepulciano)
- Girolamo Borghesi, O.S.B. † (11 dicembre 1652 - 17 settembre 1668 nominato vescovo di Pienza)
- Girolamo de' Cori † (17 giugno 1669 - 28 giugno 1672 deceduto)
- Pier Maria Bichi, O.S.B. † (12 giugno 1673 - 9 settembre 1684 deceduto)
- Pietro Valentini † (9 aprile 1685 - novembre 1687 deceduto)
- Domenico Maria della Ciaia, O.P. † (14 giugno 1688 - 23 gennaio 1713 deceduto)
- Fulvio Salvi † (11 dicembre 1713 - 23 maggio 1727 deceduto)
- Cristoforo Palmieri † (8 marzo 1728 - 26 marzo 1739 deceduto)
- Antonio Vegni † (16 novembre 1739 - 15 agosto 1744 deceduto)
- Niccolò Bianchini, O.C.D. † (28 novembre 1746 - 22 maggio 1750[22] deceduto)
- Segherio Felice Seghieri † (19 luglio 1751 - 31 luglio 1759 deceduto)
  - Sede vacante (1759-1762)
- Tiberio Borghesi † (29 marzo 1762 - 1º giugno 1772 nominato arcivescovo di Siena)
- Gregorio Alessandri † (14 giugno 1773 - 20 maggio 1776 nominato vescovo di Cortona)
- Francesco Pio Santi † (16 settembre 1776 - 11 agosto 1799 deceduto)
  - Sede vacante (1799-1802)
- Filippo Ghighi † (20 settembre 1802 - 10 gennaio 1830 deceduto)
  - Giacomo Bellucci † (30 settembre 1831 - 1º novembre 1831 deceduto) (vescovo eletto)
- Francesco Maria Barzellotti † (2 luglio 1832 - 1844 nominato vescovo di Sovana-Pitigliano)

### Vescovi di Sovana-Pitigliano
- Francesco Maria Barzellotti † (1844 - 15 agosto 1861 deceduto)
  - Sede vacante (1861-1871)[23]
- Antonio Sbrolli † (27 ottobre 1871 - 27 luglio 1885 dimesso)
  - Sede vacante (1885-1889)[24]
- Giulio Matteoli † (11 febbraio 1889 - 22 giugno 1896 nominato vescovo di Pescia)
- Michele Cardella, C.P. † (30 novembre 1896 - 6 febbraio 1916 deceduto)
- Riccardo Carlesi † (8 luglio 1916 - 23 maggio 1923 nominato vescovo di Cortona)
- Gustavo Matteoni † (29 aprile 1924 - 3 marzo 1932 nominato arcivescovo coadiutore di Siena[25])
- Stanislao Amilcare Battistelli, C.P. † (24 giugno 1932 - 14 febbraio 1952 nominato vescovo di Teramo e Atri)
- Pacifico Giulio Vanni, O.F.M. † (10 maggio 1952 - 13 luglio 1963 dimesso[26])
- Luigi Pirelli † (14 agosto 1963 - 14 agosto 1964 deceduto)
  - Sede vacante (1964-1975)[27]
- Giovanni D'Ascenzi † (7 ottobre 1975 - 25 marzo 1981 nominato vescovo di Sovana-Pitigliano-Orbetello)

### Vescovi di Sovana-Pitigliano-Orbetello
- Giovanni D'Ascenzi † (25 marzo 1981 - 11 aprile 1983 nominato vescovo di Arezzo, di Cortona e di Sansepolcro)
- Eugenio Binini (3 dicembre 1983 - 30 settembre 1986 nominato vescovo di Pitigliano-Sovana-Orbetello)

### Vescovi di Pitigliano-Sovana-Orbetello
- Eugenio Binini (30 settembre 1986 - 20 luglio 1991 nominato vescovo di Massa Carrara-Pontremoli)
- Giacomo Babini † (7 dicembre 1991 - 13 luglio 1996 nominato vescovo di Grosseto)
- Mario Meini (13 luglio 1996 - 13 febbraio 2010 nominato vescovo di Fiesole)
- Guglielmo Borghetti (25 giugno 2010 - 10 gennaio 2015 nominato vescovo coadiutore di Albenga-Imperia)
- Giovanni Roncari, O.F.M.Cap. (1º ottobre 2015 - 19 dicembre 2024 ritirato)
- Bernardino Giordano, dal 19 dicembre 2024

## Parrocchie
- Albinia, Maria Santissima delle Grazie
- Bagnore, Nostra Signora del Sacro Cuore
- Baccinello, San Giovanni Bosco
- Bagnolo, Santissimo Nome di Maria
- Borgo Carige, Cuore Immacolato di Maria
- Cana, San Martino Vescovo
- Capalbio, San Nicola
- Capalbio Scalo, Santa Maria Goretti
- Casa del Corto (loc. di Piancastagnaio), Sacro Cuore di Gesù
- Castell'Azzara, San Nicola di Bari
- Castell'Ottieri, San Bartolomeo
- Catabbio, Sante Lucia e Anna
- Cellena, Santissima Annunziata
- Cupi (loc. di Magliano in Toscana), Santa Croce
- Elmo, San Giovanni Battista Decollato
- Fonteblanda, Santa Maria Goretti
- Giardino, Sacro Cuore di Gesù
- Giglio Castello, San Pietro Apostolo
- Giglio Porto, Santi Lorenzo e Mamiliano
- La Sgrilla (loc. di Manciano), San Gregorio VII
- Magliano in Toscana, San Giovanni Battista
- Manciano, San Leonardo
- Marsiliana, Maria Regina del Mondo
- Montebuono, Sant'Andrea
- Montemerano, San Giorgio
- Montevitozzo, San Giacomo
- Montiano, San Giovanni Battista
- Montorgiali, San Biagio
- Murci, San Domenico
- Orbetello
  - Santa Maria Assunta (Centro)
  - San Paolo della Croce (Neghelli)
  - San Giuseppe Benedetto Cottolengo (Orbetello Scalo)
- Pancole, Nome di Maria
- Pereta, San Giovanni Battista
- Petricci, San Giuseppe
- Piancastagnaio
  - San Francesco
  - Santa Maria Assunta
- Pitigliano
  - Santi Pietro e Paolo
  - Santa Maria Assunta
  - Madonna delle Grazie
- Poderi di Montemerano, Santa Maria degli Angeli
- Poggio Capanne, Visitazione di Maria
- Poggio Murella, San Giuseppe
- Poggioferro, Santa Croce
- Polveraia, San Matteo
- Polverosa (loc. di Orbetello), Madonna di Loreto
- Pomonte, San Benedetto
- Porto Ercole, Sant'Erasmo e San Paolo della Croce
- Porto Santo Stefano
  - Santo Stefano Protomartire (centro storico)
  - Immacolata Concezione (Valle)
- Preselle, Sant'Isidoro
- Roccalbegna, Santi Pietro e Paolo
- San Donato, San Donato
- San Giovanni delle Contee, Santa Caterina
- San Martino sul Fiora, San Martino
- San Quirico, Santi Quirico e Giulitta
- San Valentino, San Valentino
- Santa Caterina, Santa Caterina
- Santa Fiora, Sante Flora e Lucilla
- Saragiolo, Santa Maria delle Grazie
- Saturnia, Santa Maria Maddalena
- Scansano, San Giovanni Battista
- Selva, Santo Stefano Protomartire
- Selvena, San Nicola da Tolentino
- Semproniano, Santi Vincenzo e Anastasio
- Sorano, San Niccolò
- Sovana, Santa Maria
- Stribugliano, San Giovanni Battista
- Talamone, Santa Maria Assunta
- Triana, San Bernardino
- Vallerona, San Pio I

## Statistiche
La diocesi nel 2023 su una popolazione di 67.100 persone contava 65.700 battezzati, corrispondenti al 97,9% del totale.
| anno | popolazione | popolazione | popolazione | presbiteri | presbiteri | presbiteri | presbiteri                | diaconi | religiosi | religiosi | parrocchie |
| anno | battezzati  | totale      | %           | numero     | secolari   | regolari   | battezzati per presbitero | diaconi | uomini    | donne     | parrocchie |
| ---- | ----------- | ----------- | ----------- | ---------- | ---------- | ---------- | ------------------------- | ------- | --------- | --------- | ---------- |
| 1950 | 58.500      | 60.000      | 97,5        | 78         | 70         | 8          | 750                       |         | 10        | 50        | 50         |
| 1970 | 68.830      | 68.854      | 100,0       | 60         | 60         |            | 1.147                     |         |           |           | 61         |
| 1980 | 75.000      | 75.361      | 99,5        | 84         | 64         | 20         | 892                       |         | 20        | 89        | 76         |
| 1990 | 75.601      | 75.855      | 99,7        | 86         | 68         | 18         | 879                       | 1       | 18        | 89        | 71         |
| 1999 | 71.480      | 71.536      | 99,9        | 70         | 63         | 7          | 1.021                     | 4       | 14        | 56        | 71         |
| 2000 | 71.000      | 71.536      | 99,3        | 69         | 63         | 6          | 1.028                     | 4       | 6         | 58        | 71         |
| 2001 | 71.000      | 71.536      | 99,3        | 70         | 63         | 7          | 1.014                     | 4       | 16        | 58        | 71         |
| 2002 | 71.000      | 71.536      | 99,3        | 67         | 60         | 7          | 1.059                     | 4       | 17        | 56        | 71         |
| 2003 | 71.000      | 71.536      | 99,3        | 69         | 62         | 7          | 1.028                     | 5       | 11        | 52        | 71         |
| 2004 | 71.000      | 71.536      | 99,3        | 69         | 62         | 7          | 1.028                     | 6       | 19        | 55        | 71         |
| 2013 | 71.100      | 73.200      | 97,1        | 61         | 52         | 9          | 1.165                     | 10      | 11        | 53        | 71         |
| 2016 | 67.500      | 69.000      | 97,8        | 60         | 50         | 10         | 1.125                     | 9       | 16        | 45        | 71         |
| 2019 | 66.000      | 67.613      | 97,6        | 54         | 47         | 7          | 1.222                     | 10      | 9         | 45        | 71         |
| 2021 | 66.500      | 67.800      | 98,1        | 57         | 46         | 11         | 1.166                     | 10      | 18        | 36        | 71         |
| 2023 | 65.700      | 67.100      | 97,9        | 56         | 45         | 11         | 1.173                     | 12      | 14        | 33        | 71         |